# Mamadou Koné (football, 1991)
Pour les articles homonymes, voir Koné et Mamadou Koné.
Mamadou Koné, né le 25 décembre 1991 à Bingerville (Côte d'Ivoire), est un footballeur ivoirien évoluant actuellement au poste d'attaquant.

## Biographie
Mamadou Koné commence à jouer au football au sein de l'ES Bingerville, club de sa ville natale. En 2010, il est repéré par des recruteurs du Racing de Santander, évoluant alors en Liga (D1). Il y est donc transféré alors qu'il n'a que 18 ans. Il fait d'abord ses débuts avec l'équipe réserve du Racing, qui évolue en Tercera División (D4).
Il joue son premier match avec l'équipe première le 15 octobre 2011 contre le FC Barcelone. Il marque son premier but avec le Racing le 22 septembre 2012 (près d'un an après son premier match) contre le CD Mirandés.
Koné marque un doublé contre le CE L'Hospitalet en Coupe du Roi.
Le 6 octobre 2013, Koné se fait exclure à la 65e minute contre le SD Logroñés, puis il se refait exclure le 14 décembre 2013 contre le CD Ourense.
En janvier 2014, alors que le club évolue en Segunda División B (D3), il est annoncé que le joueur doit rejoindre le CA Osasuna à la fin de la saison, mais à la suite de la promotion du Racing en Liga Adelante (D2), Koné décide finalement de prolonger son contrat jusqu'en 2018.
En janvier 2015, il subit une rupture du ligament croisé, qui l'écarte des terrains pour une longue durée.